# Ilias Kasidiaris
Ilias Kasidiaris, född 29 november 1980, var 2012 - 2019 grekisk parlamentsledamot för partiet Gyllene gryning.
Under de första åren i parlamentet uppmärksammades Kasidiaris främst för att i direktsändning ha misshandlat en annan parlamentsledamot, Liana Kanelli under pågående debatt.
Efter att Nikos Mihaloliakos fängslats 2013 blev Kasidiaris talesman för partiet, men i juli 2014 häktades Kasidiaris för olaga vapeninnehav.